# Chthonius lanzai
Chthonius lanzai är en spindeldjursart som beskrevs av Lodovico di Caporiacco 1947. Chthonius lanzai ingår i släktet Chthonius och familjen käkklokrypare.

## Underarter
Arten delas in i följande underarter:
- C. l. lanzai
- C. l. vannii